# Joan Sterndale-Bennett
Joan Sterndale-Bennett (5 de marzo de 1914 – 27 de abril de 1996) fue una actriz teatral y cinematográfica británica, más conocida por su trabajo como actriz de carácter en el Players' Theatre de Londres.

## Biografía
Nació en Londres, Inglaterra, en el seno de una familia dedicada a la música. Su padre, Thomas Case Sterndale Bennett, era compositor, artista y nieto del compositor William Sterndale Bennett, y su madre, Christine Bywater (fallecida en 1931) era cantante profesional de oratorios.
Tras estudiar en la Royal Academy of Dramatic Art, su primer compromiso profesional llegó en 1933 con la Strange Orchestra en Worthing, pasando más tarde a trabajar en los Teatros del West End de Londres. En 1938 ingresó en el Players' Theatre, formando parte de su compañía a lo largo de cuarenta años, siendo esa asociación la que la hizo conocida del público.
Durante la Segunda Guerra Mundial, ella actuó en diferentes obras y en los filmes We Dive at Dawn y Tawny Pipit. En 1951, en colaboración con Hattie Jacques, adaptó y escribió una pantomima victoriana, Riquet with a Tuft, que se representó en el Festival of Britain.
Pasó cuatro años actuando en el musical The Boy Friend, y después debutó en el circuito de Broadway con Time Gentlemen Please!, obra por la cual ella fue considerada como la respuesta del Reino Unido a Ethel Merman. En 1966 la crítica alabó su actuación Descalzos por el parque, obra a la que siguió No Sex Please, We're British, interpretando posteriormente, junto a Margaret Rutherford y Kenneth Williams, The Noble Spaniard, de W. Somerset Maugham. 
De vuelta a sus raíces, ella participó regularmente en el show televisivo de la BBC The Good Old Days, presentado por Leonard Sachs.
Proclive al miedo escénico, aunque nunca llegara a ser aparente para el público, ella declinó aceptar varias ofertas profesionales que le habrían proporcionado un mayor reconocimiento, acorde a su habilidad artística. Un crítico recalcaba que ella, como otros muchos actores, sufría angustia detrás de la máscara de payaso.
Estuvo casada brevemente con el actor John Barron durante la Segunda Guerra Mundial, y no tuvo hijos. Se retiró pronto, haciendo una vida recluida junto a su madrastra, Mary Maskelyne, miembro de una famosa familia de ilusionistas y posteriormente jefa de vestuario del Players Theatre.
Joan Sterndale-Bennett falleció en Hayling Island, Inglaterra, en 1996.

## Selección de obras teatrales
- Strange Orchestra (1933)
- Nine Sharp (1938)
- In Town Again (1940)
- Light and Shade (1942)
- Mine Hostess (1944)
- Forrigan Reel (1945)
- The Glass Slipper (1945)
- Riquet with a Tuft (1951)
- See You Again (1952)
- The Boy Friend (1954)
- Time Gentlemen Please! (1961)
- Descalzos por el parque(1966)
- No Sex Please, We're British (1970)
- The Noble Spaniard (1973)

## Selección de su filmografía
- Tawny Pipit (1944)
- Brighton Rock (1947)
- Angels One Five (1952)
- No Haunt for a Gentleman (1952)
- The Spider's Web (1960)
- Don't Bother to Knock (1961)
- San Ferry Ann (1965)
- Jules Verne's Rocket to the Moon (1967)
- Decline and Fall... of a Birdwatcher (1968)